# Список вчених-гідрологів
А Б В Г Ґ Д Е Є Ж З І Ї Й К Л М Н О П Р С Т У Ф Х Ц Ч Ш Щ Ю Я
Список вчених-гідрологів відсортовано в алфавітному порядку; він містить лише дослідників, які внесли помітний внесок у цю галузь. 

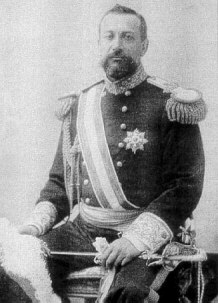
Альбер I, князь Монако

## А

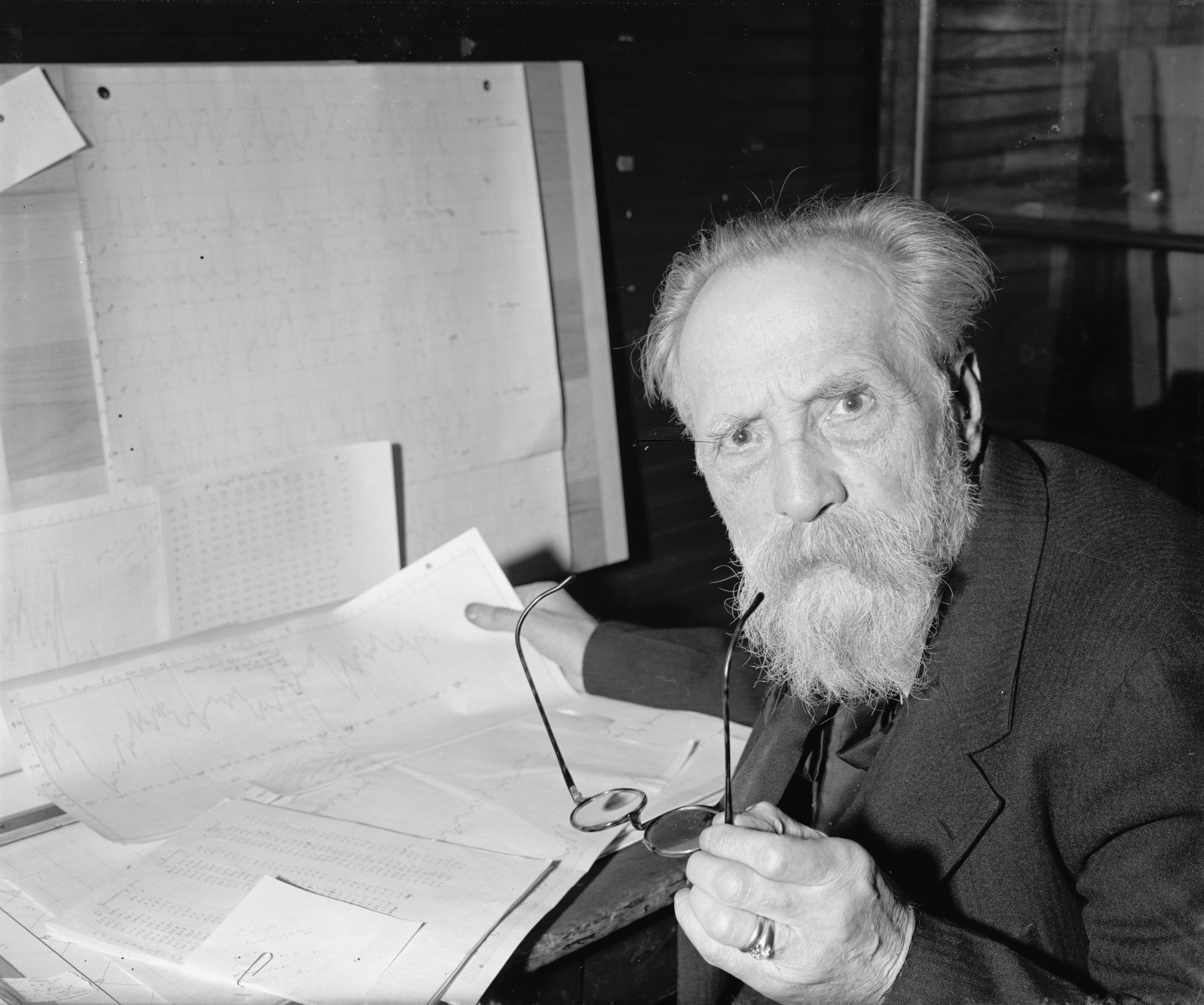
Генрик Арцтовський

- Абанькін Павло Сергійович
- Альбер I (князь Монако)
- Танака Акамаро
- Генрик Арцтовський

## Б

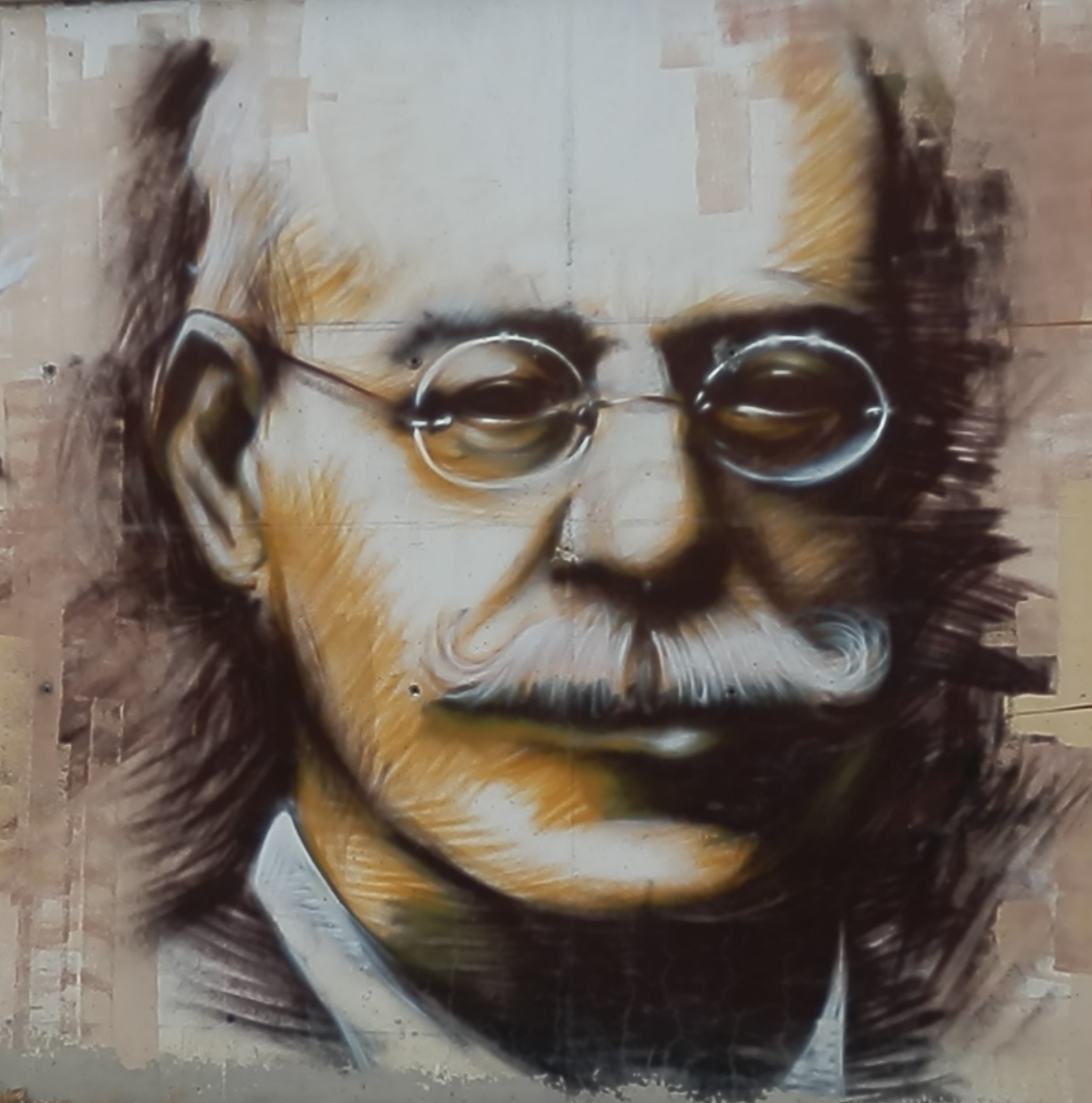
Одон де Буен

- Роберт Баллард
- Антанас Барісас[lt]
- Раймон Ральєр дю Баті[fr]
- Вільям Баффін
- Фольке Берґстен[sv]
- Гаврило Бирюлін
- Бенджемен Бівен[en]
- Джон Вінсент Бірн
- Веніамін Богоров
- Анатолий Большаков
- Френсіс Бофорт
- Брауде Семен Якович
- Бреховських Леонід Максимович
- Войтех Броза[cs]
- Будкіна Людмила Григорівна
- Одон де Буен[es]

## В

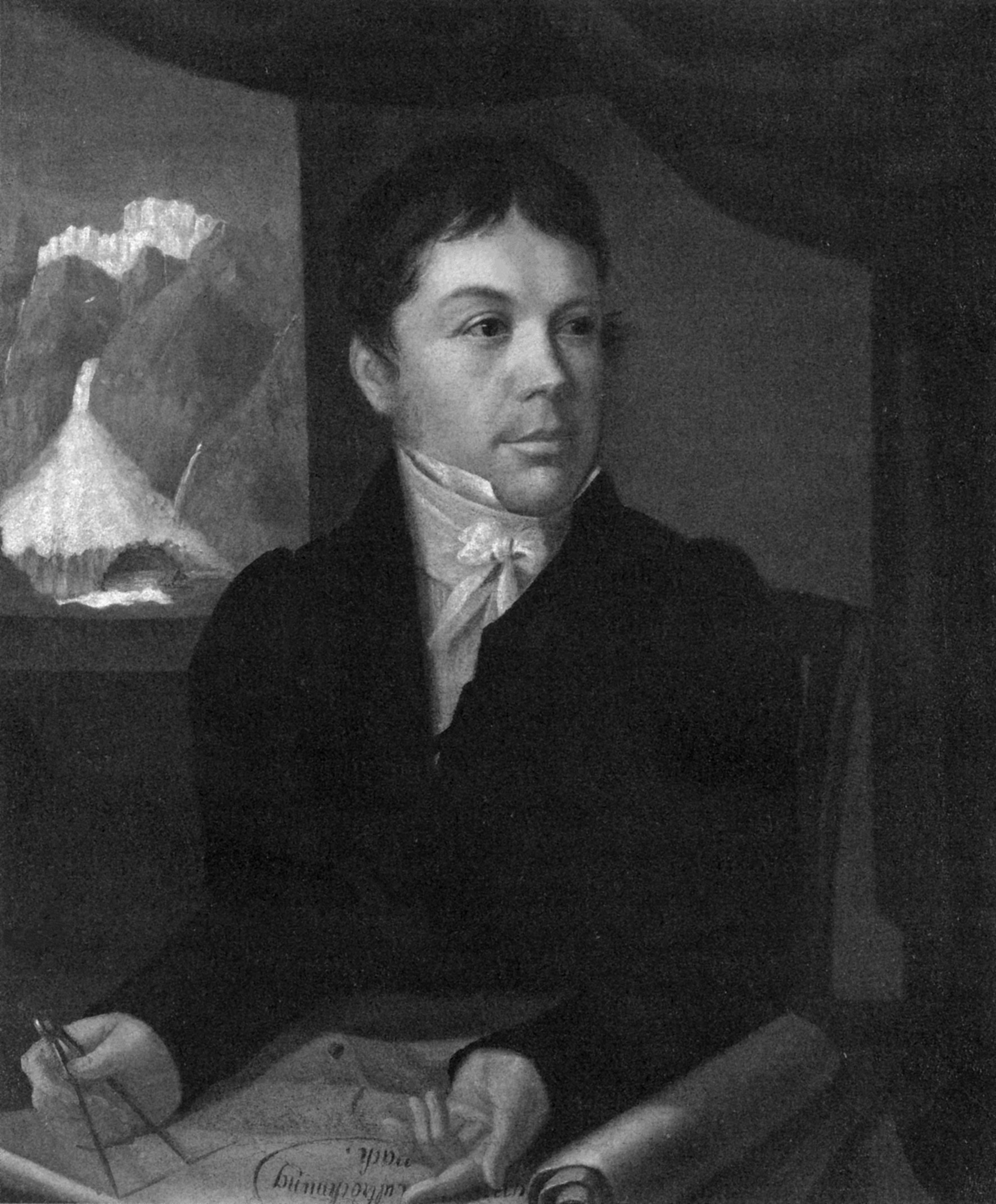
Ігнац Венец

- Ігнац Венец[es]

- Верещака Олександр Леонідович
- Пітер К. Вейль
- Вишневський Паладій Федорович
- Дон Волш
- Джон Вудз (океанолог)[en]

## Г

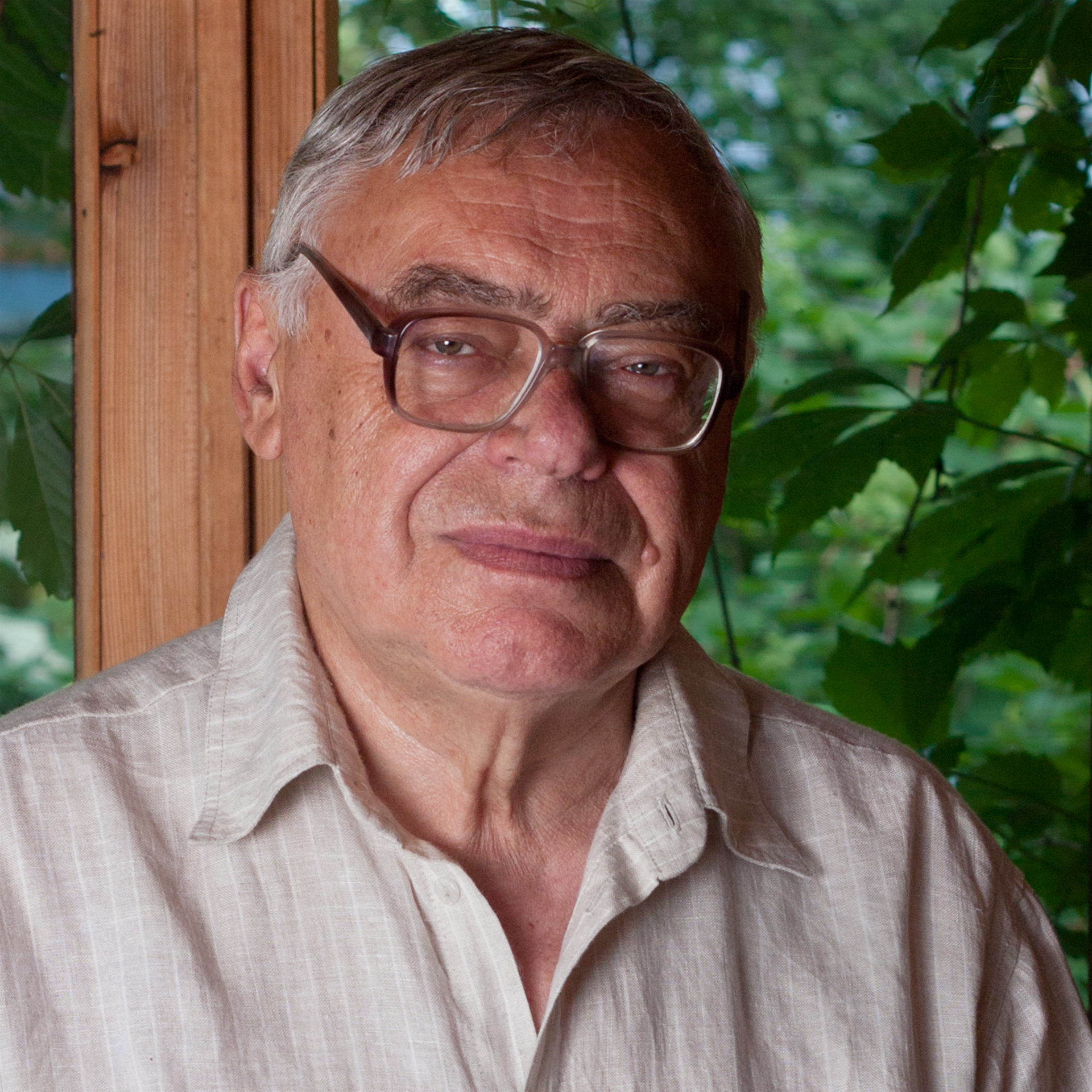
Георгій Сергійович Голіцин, 2011

- Гартмут Гайнріх
- Галущенко Микола Григорович
- Гек Фридольф Кириллович[ru]
- Раймер Геррманн[de]

- Бйорн Гелланд-Генсен[da]
- Аллен Гоббс[en]
- Голіцин Георгій Сергійович
- Горбунов Микола Іванович[ru]
- Гніцевич Євген Куприянович[ru]
- Гребінь Василь Васильович

## Ґ

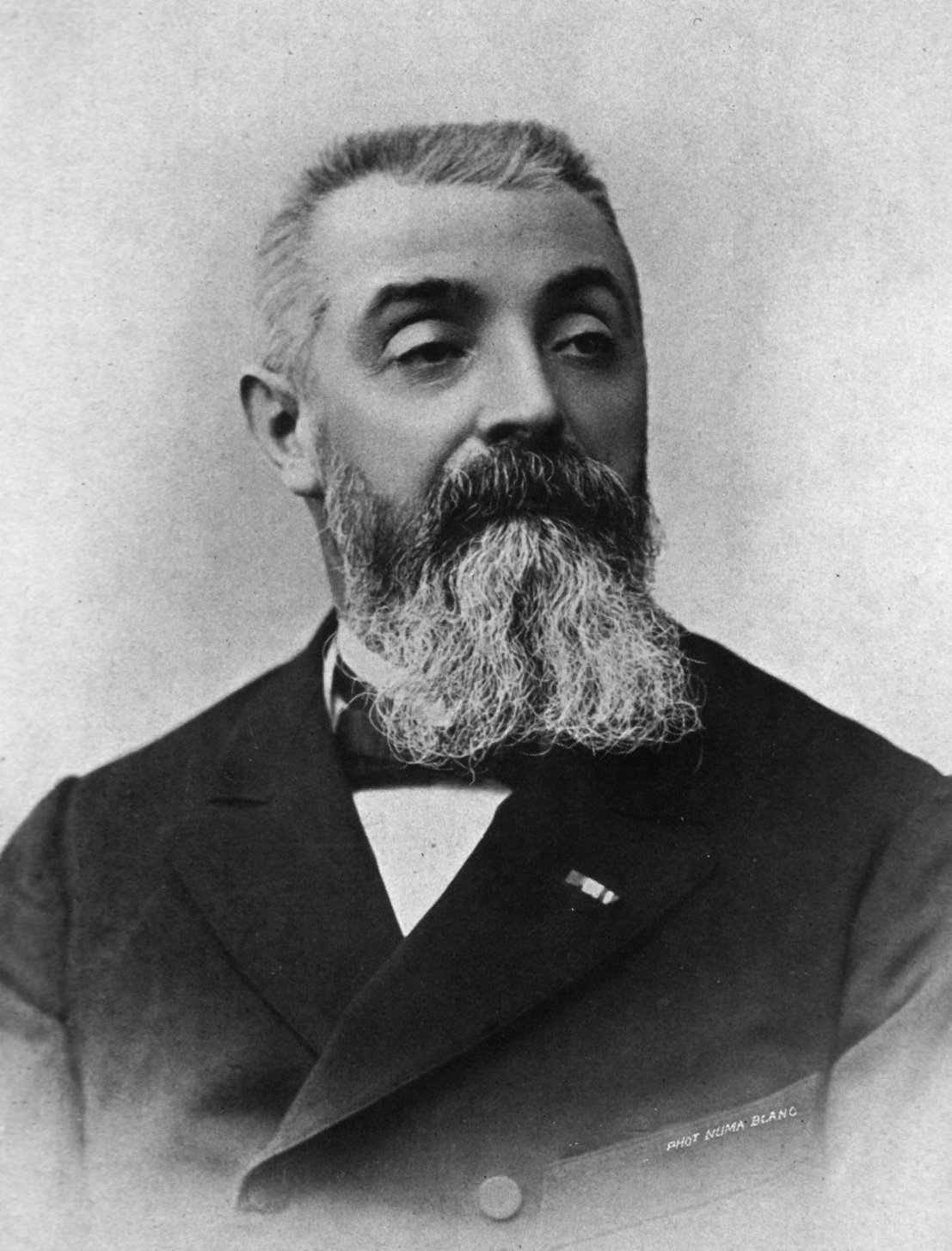
Фелікс Ґарріґу (1835-1920)

- Сулучана Ґаджил[es]
- Фелікс Ґарріґу[en]
- Жорж Лемойн[en] Фелікс Ґарріґу (1835-1920)

## Д

Іван Жонголович

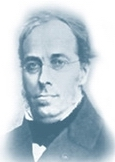
Жуль Дюпюї

- Двойченко Петро Абрамович
- Кен Джордж[en]
- Зігфрід Дік[de]
- Добровольський Олексій Дмитрович
- Ото Дуб[cs]
- Дубняк Сергій Сергійович
- Артур Томас Дудсон[en]
- Сорін Думітреску[ro]

- Жуль Дюпюї

## Е
- Мері Ендерсон

## Є
- Євгенов Николай Іванович[ru]
- Нільс Ґуннар Єрлов[sv]

## Ж

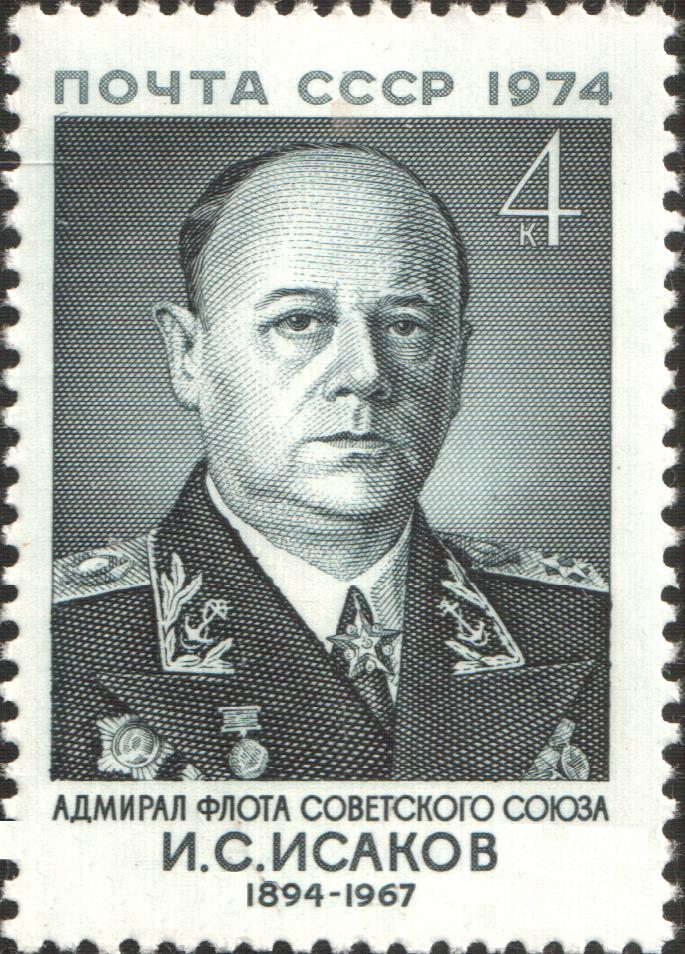
Іван Степанович Ісаков

- Железняк Йосип Аронович
- Жонголович Іван Данилович

## З
- Зайков Борис Дмитрович[ru]

## І

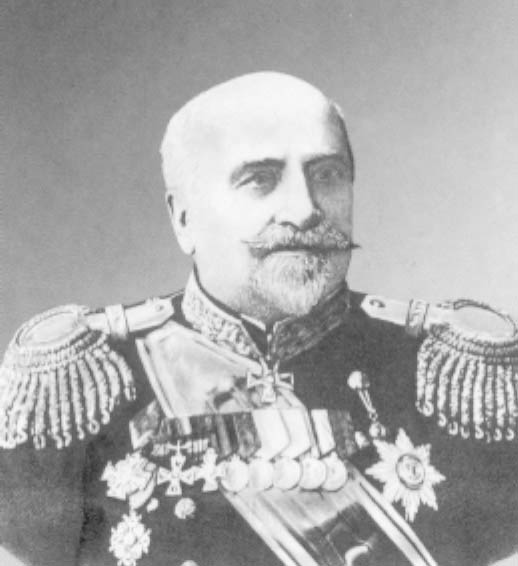
Василь Іванович Колчак

- Ісаков Іван Степанович
- Саїд Ісламян[en]

## Й
- Йоган Йорт[en]

## К

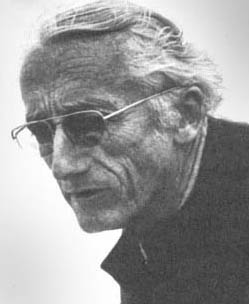
Жак-Ів Кусто

- Анні Казнав
- Альберто Карсі[es]
- Тім Келехен[en]
- Хюберт Кесслер[fr]
- Кестусіс Кілкас[lt]
- Річардсон Кловер[en]
- Козінцева Лариса Максимівна
- Колчак Олександр Васильович
- Комаров Володимир Леонтійович
- Корт Володимир Григорович
- Міхал Кравчик[en]
- Крашенінніков Степан Петрович
- Таунсенд Кромвелл[en]
- Отто Крьомель[en]
- Чен Ксін[en]
- Джеймс Кук
- Купецький, Валерій Миколайович[ru]
- Курдюков Василь Олексійович
- Курило Святослав Михайлович
- Жак-Ів Кусто

- Еско Куусісто[fi]

## Л
- Алфьольді Лазло[hu]
- Лаппо Сергій Дмитрович[ru]
- Едвард Ла-Шапель[en]
- Левківський Степан Степанович
- Жорж Лемойн[en]
- Властіміл Летошник[cs]
- Луна Леопольд[en]
- Лисогор Сергій Миколайович
- Геррі Лінс[en]
- Улав Лістель
- Люсьєн Лоб`є[fr]
- Лук'янець Ольга Іванівна
- Львович Марк Ісаакович[ru]

## М

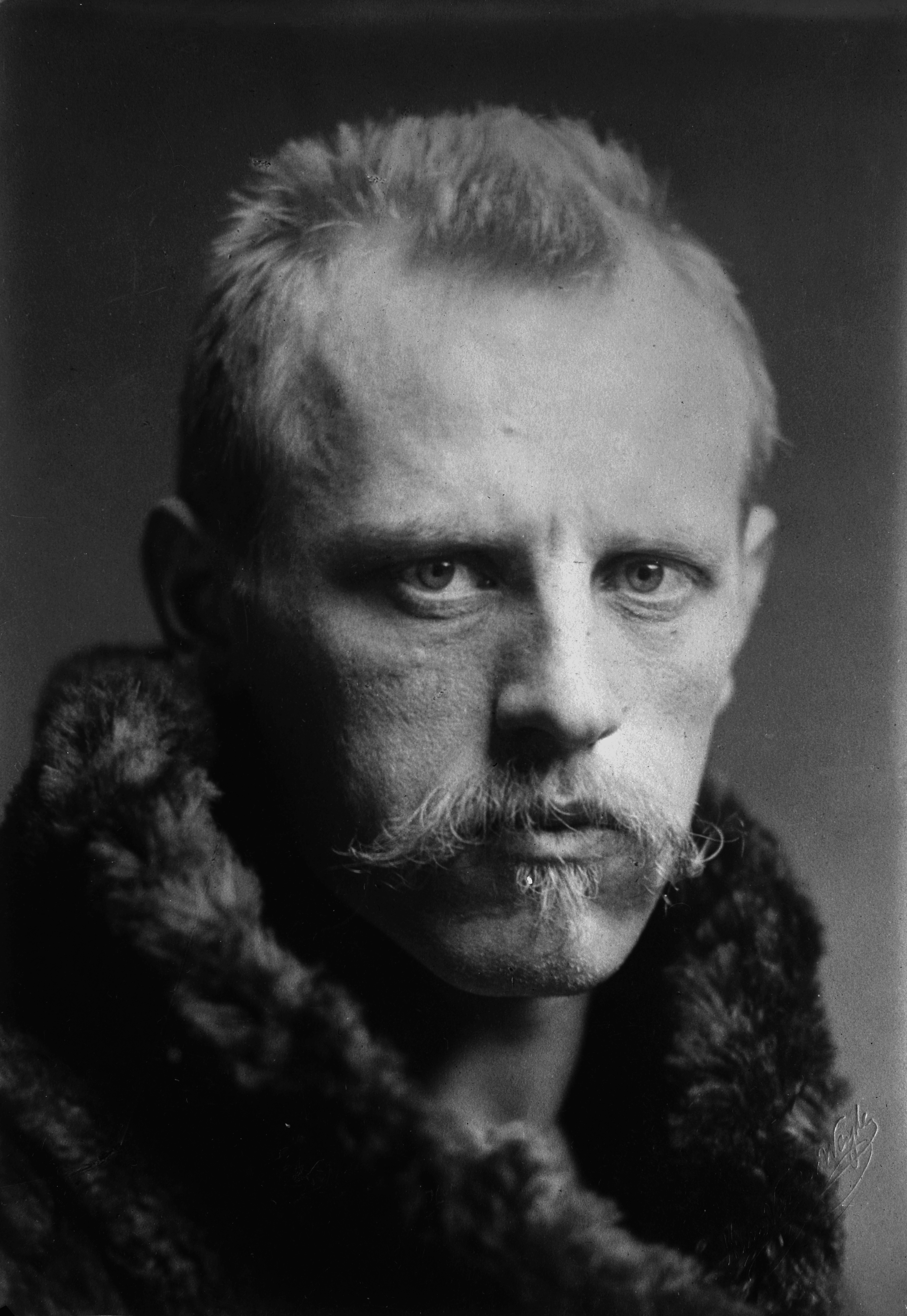
Фрітьйоф Нансен

- Кетрін Меган Макартур

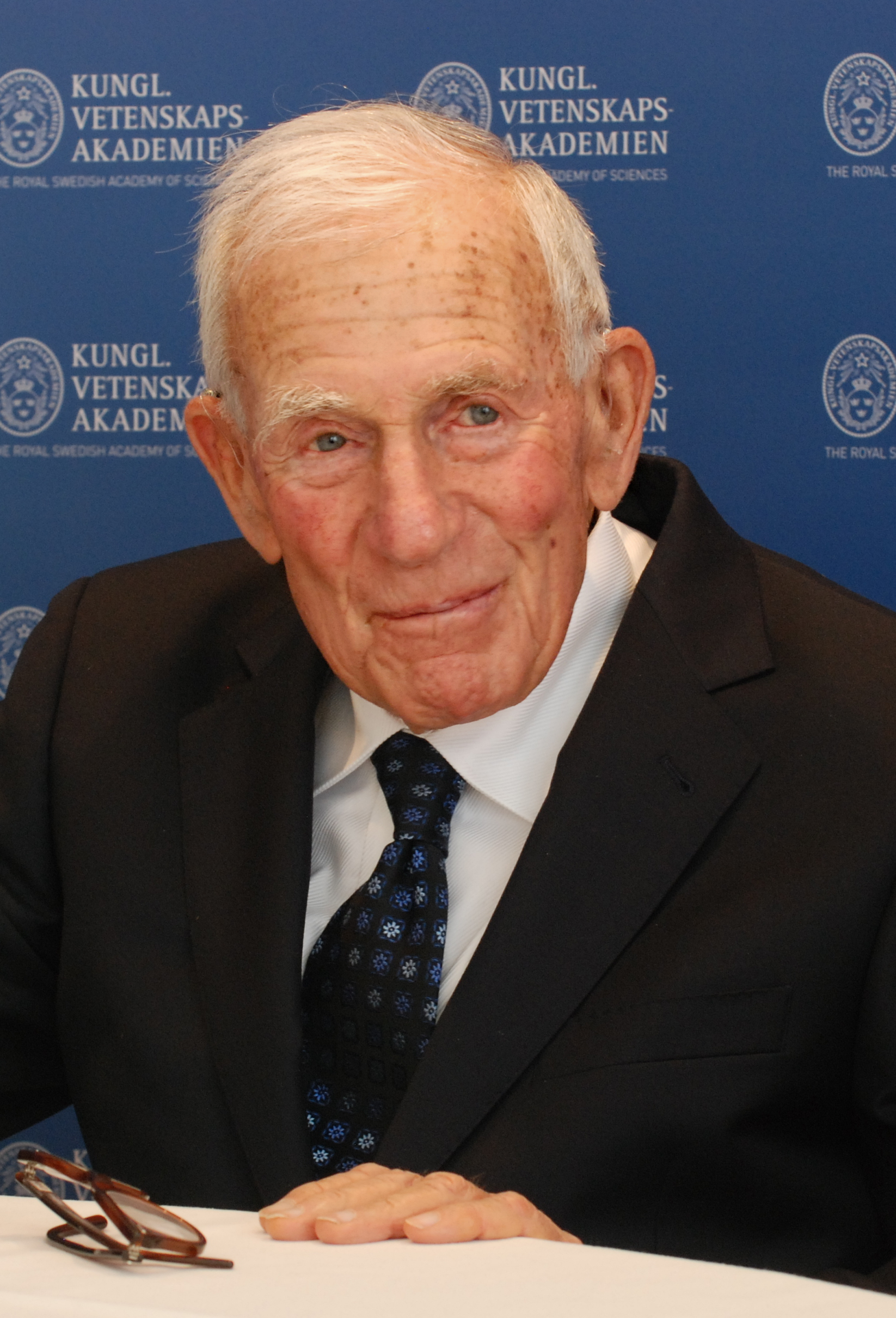
Волтер Манк

- Малигін Степан Гаврилович[ru]
- Манганарі Єгор Павлович
- Волтер Манк
- Едме Маріотт
- Оскар Едвард Майнзер[en]
- Максимович Микола Іванович
- Поль Мелькіор
- Раґнар Мелін[sv]
- Михайлов Вадим Миколайович[ru]
- Джон Монтайс[en]
- Чарльз Мур

- Сеппо Мустонен[fi]

## Н

Анатолій Володимирович Огієвський

- Назаров Віктор Олександрович
- Фрітьйоф Нансен
- Ейнар Науманн
- Ґуннар Нібрант[sv]

## О

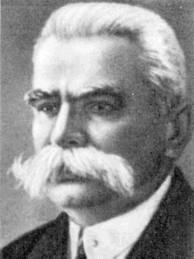
Євген Володимирович Оппоков

- Ободовський Олександр Григорович
- Огієвський Анатолій Володимирович
- Онищук Василь Варфоломійович
- Онуфрієнко Лука Григорович
- Оппоков Євгеній Володимирович
- Осадчий Володимир Іванович
- Осипов Олексій Іванович[ru]

## П

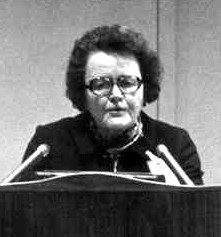
Рут Петрік

- Падун Микола Миколайович
- Говард Пенмен[en]
- Чарльз Перейра[en]
- Рут Петрік

- Джеролд Паркер[en]
- Пишкін Борис Андрійович
- Карлайл Поллок Паттерсон[en]
- П'єр Перро[en]
- Жак Пікар
- Огюст Пікар
- Раду Пріску[ro]
- Жорж Прюво
- Пустовойт Степан Пилипович

## Р

Штефан Рамшторф

- Штефан Рамшторф
- Рейнеке Михайло Францович
- Рибін Георгій Миколайович[ru]
- Дж. Річардс[en]
- Ромась Микола Іванович
- Маріу ді Оливейра Руйву[ru]
- Румянцев Владислав Олександрович[ru]
- Франц Руттнер[de]
- Вільям Рушенбергер
- Рянжин, Сергій Валентинович[ru]

## С
- Джеймс Савицький[en]
- Самойлов Іван Васильович[ru]
- Сніжко Сергій Іванович
- Сомов Михайло Михайлович
- Артур Ньюел Страхлер[es]
- Коре Стрьом[en]
- Чарльз Двайт Сігсбі[en]

## Т

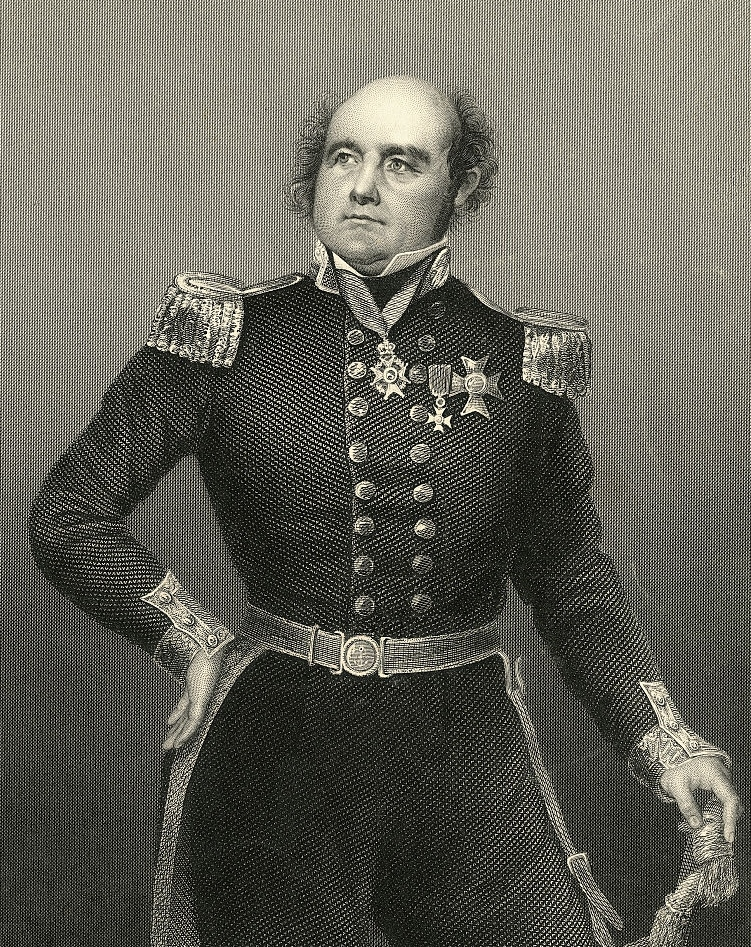
Джон Франклін

- Тесля Іван
- Олоф Тріселіус[sv]
- Трьошніков Олексій Федорович

## Ф

Мартін Дуелло Хурадо

- Майкл Фешем
- Філатов Микола Миколайович[ru]
- Джон Філіп[en]
- Метью Фліндерс
- Франсуа-Альфонс Форель
- Філіп Форхмаєр[en]
- Джон Франклін
- Андрей Філотті[ro]

## Х

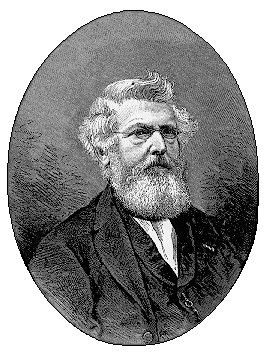
Пітер Хартінґ

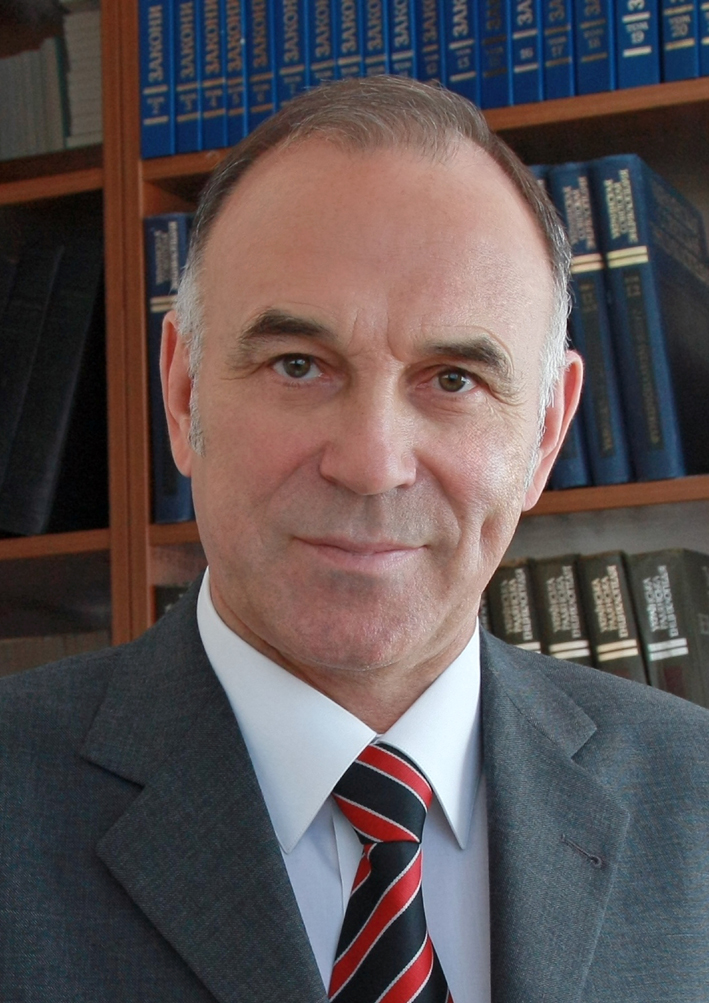
Валентин Кирилович Хільчевський, 2010

- Пітер Хартінґ[en]
- Джордж Евелін Хатчинсон
- Хільчевський Валентин Кирилович
- Мартін Дуелло Хурадо[es]
- Геролд Едвін Хьорст[en]

## Ц

Петро Петрович Ширшов

- Цайтц Єрмінінгельд Стефанович
- Цинзерлінг Володимир Володимирович[ru]

## Ч

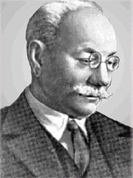
Юлій Шокальський

- Чеботарьов Олександр Іванович
- Едуардас Червінкас[lt]
- Чирихін Юрій Дмитрович[ru]
- Вен Те Чоу

## Ш
- Юбер Шансон
- Антуан де Шезі
- Ширшов Петро Петрович
- Шокальський Юлій Михайлович
- Аліреза Шокухі[en]
- Конрад Штеффен[en]
- Шуйський Юрій Дмитрович

## Ю
- Моріс Юїнг[en].
- Ющенко Юрій Сергійович

## Я
- Боґарді Янос[hu]

А Б В Г Ґ Д Е Є Ж З І Ї Й К Л М Н О П Р С Т У Ф Х Ц Ч Ш Щ Ю Я